# Goombala Road
Die Goombala Road ist eine Touristenstraße im südlichen Gippsland im Süden des australischen Bundesstaates Victoria. Sie verbindet die Traralgon Creek Road mit der Grand Ridge Road (C484) am Nordrand des Tarra-Bulga-Nationalparks.

## Ausbauzustand
Die Straße ist auf ihrer ganzen Länge unbefestigt.

## Umwelt
In einem Programm werden mit einer Zeitlupenkamera an der Einmündung der Goombala Road in die Grand Ridge Road Fotos erstellt, mit denen man die Veränderungen im Ökosystem dokumentieren will.
- Karte mit allen Koordinaten:
- OSM |
- WikiMap